# Pine Shadows
Pine Shadows est une communauté située dans la province d'Alberta, dans le centre-ouest.